# 橋本広喜
橋本 広喜（はしもと ひろき、1972年8月4日 - ）は、宮城県黒川郡大郷町出身の元騎手・元調教助手。

## 来歴・人物
隣町の松島町まで行かないと電車がないような小さい町で15歳まで育ち、幼稚園の頃には宮城県沖地震で凄い揺れを経験し、飛べれば逃げられるんじゃないかという単純な考えでパイロットが夢であった。
生家は農業を営んでおり、町に2軒しかなかった馬を飼っている家の1軒で、農耕馬とアングロアラブを飼っていた。アラブ生産のきっかけは、本家の長男で農家を継いだ父が、夢であった騎手になることを忘れられず、農耕馬を止めて機械化されたためであった。
橋本も朝は寝藁上げをしてから学校に通学し、帰宅後もファミコンで遊ぶ前に放牧地から連れてきた馬の手入れをするのが日常となり、小学校と中学校の卒業文集には夢に騎手と書いた。
橋本は長男であったが、家族は弟に家を継がせればいいという感じで、祖父も「行け行け」と後押しし、競馬学校1次試験に受かると、訳の分からないまま2次試験を受けて合格。
入学後は7期生として河北通・郷原洋司・四位洋文・土谷智紀・徳吉孝士・日吉正和・藤田伸二・宝来城多郎・水野貴広・安田康彦と同期になり、卒業後の1991年に美浦・藤沢和雄厩舎からデビュー。
1年目の1991年は3月2日の小倉第3競走4歳未勝利・チェスティート（12頭中6着）で初騎乗を果たし、同日2戦目の4歳以上500万下・ホッカイカオリで逃げ切って初勝利 を挙げる。同期は全員本場デビューであったが、藤沢が「関西に顔を売ってこい」と厩舎の馬が遠征していくのに帯同させ、橋本のみ冬の小倉デビューとなった。ホッカイカオリはハギノカムイオー産駒でブルードメアサイアーにハイセイコーを持つ牝馬で、先輩の小野次郎の初勝利馬も同馬であり、橋本とのコンビでは10日の第11競走八女特別も逃げ切って連勝し、初のメインレース勝ちと2勝目を同時に挙げた。
8月17日の函館第11競走4歳以上500万下では小林稔厩舎のナイスフットワークで逃げ切り、翌18日の函館第6競走4歳以上500万下では小林常泰厩舎のヒートウェイブで9番人気ながら勝利して馬連万馬券の波乱を起こし、初の2日連続勝利を記録。
9月22日の函館では第2競走4歳未勝利を四位の初騎乗馬で古川平厩舎のキリシマミズキ、第6競走4歳以上500万下を鹿戸明厩舎のハヤテリバーミズキで勝利し初の1日2勝を挙げる。
重賞でもタマツバキ記念では中村均厩舎のマドンナマーチ、クイーンステークスではキリスパートで共に3着に入り、11月4日の東京第4競走3歳新馬では入厩約1ヶ月後のシンコウラブリイで先行して直線抜け出すと、2着に4馬身差付けて勝利  。
スプリンターズステークスが行われた12月15日の中山では第1競走でGIデーのオープニングを飾ると、第5→6競走は連勝し、準メイン第9競走千葉テレビ杯・マツラッキーも勝利、最終第11競走4歳以上900万下・ベッスルパワーで掉尾も飾った。
1年目の同年から2桁勝利の31勝をマークし、JRA賞最多勝利新人騎手は39勝の藤田であったが、橋本は関東の新人賞に当たる民放競馬記者クラブ賞、柴田政人・菅原泰夫・田面木博公と共にフェアプレー賞を受賞。
2年目の1992年には競馬学校の1期下で同姓の橋本美純がデビューしたため、同年から競馬新聞等では「橋本広」という表記が用いられた。後にトロットスターの母となるカルメンシータでクレマチス賞（900万下）→おおぞらステークス（900万下）を連勝し、12月26日の中山では第3→4競走と新馬を連勝した後にメインのテレビ東京賞3歳牝馬ステークス・エリタアジェアコーで3着に入り、41勝をマーク。
3年目の1993年には白井寿昭厩舎のオースミポイントで京成杯を制し重賞初勝利を挙げ、スプリングステークスでは3着に入った。1月31日の東京第7競走4歳新馬ではシンボリルドルフ産駒のヤマトダマシイで3馬身差圧勝してクラシックの有力候補と期待されたが、続くレースで故障、予後不良となった。4歳牝馬特別（東）では伊藤雄二厩舎のワコーチカコで3着、スプリンターズステークスではオースミシャインでサクラバクシンオー・ヤマニンゼファー・ニシノフラワーに次ぐ4着に入る。9月26日の中山第7競走3歳新馬・バンダムナイトで通算100勝を達成し、同年は38勝をマーク。
1995年にはサイレントハピネスで春は4歳牝馬特別（東）を快勝し、秋はローズステークスで折り合って目の覚めるような末脚でプライムステージ・ライデンリーダー・ワンダーパヒュームらに快勝。アイリッシュダンスでは春の新潟大賞典でスガノオージに3馬身差付けて圧勝すると、オールカマーではヒシアマゾンにクビ差2着で牝馬ワンツーとなった。ラジオたんぱ賞では6番人気のサイレントキラーでプレストシンボリの2着に入って藤沢厩舎のワンツーとなり、根岸ステークスでは柳田次男厩舎のヤングエブロスで12頭中11番人気ながら勝利し、1987年のグレースシラオキ以来となる牝馬の同レース制覇に導いた。小野・加藤和宏・柴田善臣・的場均と共にフェアプレー賞を受賞。
1996年にはサイレントハピネスで中山記念ではサクラローレル・ジェニュインに次ぐ3着、ダービー卿チャレンジトロフィーではフジノマッケンオーにハナ差2着、エプソムカップではマーベラスサンデーの3着に入った。8月4日の新潟第9競走柏崎特別・アイディンショットで通算200勝を達成し、10月には同13日の東京と20日の新潟で2度も1日3勝を挙げるなど、自己最多で関東リーディング7位の55勝をマーク。
1997年にはワイルドブラスターでマーチステークスを制し、アンタレスステークスでは中央の初代ダート王シンコウウインディを抑えてエムアイブランの2着に入った。シルクロードステークスではシンコウキングでエイシンバーリン・ビコーペガサスに次ぐ3着に入り、目黒記念ではアグネスカミカゼで7番人気ながらツクバシンフォニー・エアダブリン・ローゼンカバリーらを下した。新潟記念ではクイーンソネットでパルブライトの2着、京王杯AHではプレストシンボリでクロカミの2着、シリウスステークスではシャドウクリークでトーヨーレインボーの2着に入った。
1998年にはワイルドブラスターでマーチステークスを連覇し、続くアンタレスステークスも制して1800mの重賞を連勝すると、上山の第1回さくらんぼ記念では中央勢最先着となる3着に入った。エアジハードには発走調教再審査を合格させるなど矯正し、レースでの初騎乗となったNHKマイルカップではスタートは決めたものの直線で伸びず8着に終わったが、内国産馬としては最先着を果たした。第1回富士ステークスではスタートを決めて先行し、好位内側で4コーナーを回り、直線で抜け出した。直線では大外から迫るマイケル・ロバーツ騎乗のプレストシンボリと内外並んでの競り合いとなったが、クビ差振り切って先着。エアジハードを重賞初勝利に導いたが、橋本にとっては最後の重賞勝利となった。
1998年10月24日の東京第8競走4歳以上500万下・サウンドスポットで通算300勝を達成するが、フリーとなった1999年には19勝と初めて2〜30勝台に到達せず、2002年には8勝と初めて1桁に終わり、デビューから続けていた2桁勝利が11年で止まった。
2002年頃からは落馬や毎週の減量で体もきつく、騎乗数も減ってきて、ローカル遠征の度に赤字という状態が半年ほど続いたため、引退を考え始める。
2003年3月29日の中京第10競走知多特別・ゲンパチミラクルが最後の勝利となったが、この時は1200mで詰まった末にゲンパチミラクルに導かれての勝利で、橋本は「絶対負けない」という思いだけで追っていた以前の自分でないことに気付く。不甲斐ない勝ち方から悔しさが込み上げ、妻に「俺ってダサいわ」と言って引退を決意。
腎臓結石の発症で体重の維持が困難になったこともあり、エプソムカップ・ミヤギロドリゴ（18頭中15着）が最後の騎乗とし、2003年10月31日付で現役を引退。
引退後は小島太厩舎の調教助手となり、その後は伊藤圭三厩舎に所属していたが、怪我を理由に2023年3月末に退職。

## 騎手成績
| 通算成績 | 1着 | 2着 | 3着 | 4着以下 | 出走回数 | 勝率 | 連対率 |
| -------- | --- | --- | --- | ------- | -------- | ---- | ------ |
| 平地     | 371 | 341 | 347 | 3624    | 4683     | .079 | .152   |

主な騎乗馬
- オースミポイント（1993年京成杯）
- サイレントハピネス（1995年4歳牝馬特別 (東)・ローズステークス）
- アイリッシュダンス（1995年新潟大賞典）
- ヤングエブロス（1995年根岸ステークス）
- ワイルドブラスター（1997年, 1998年マーチステークス、1998年アンタレスステークス）
- アグネスカミカゼ（1997年目黒記念）
- エアジハード（1998年富士ステークス）